# Kyrkskolan, Gagnef
Kyrkskolan är en skola i Gagnefs kommun, belägen invid Gagnefs kyrka. Skolan ligger mitt i en gammal kulturbygd. Dess historia sträcker sig till 1658 och skolan fyllde därmed år 2008 350 år.

## Några före detta elever
- Oskar Lindberg, organist och kompositör
- Nils Lindberg, kompositör[3]
- Sven Dahlkvist, fotbollsspelare
- Samuel Giers, trumslagare